# Burning Spear

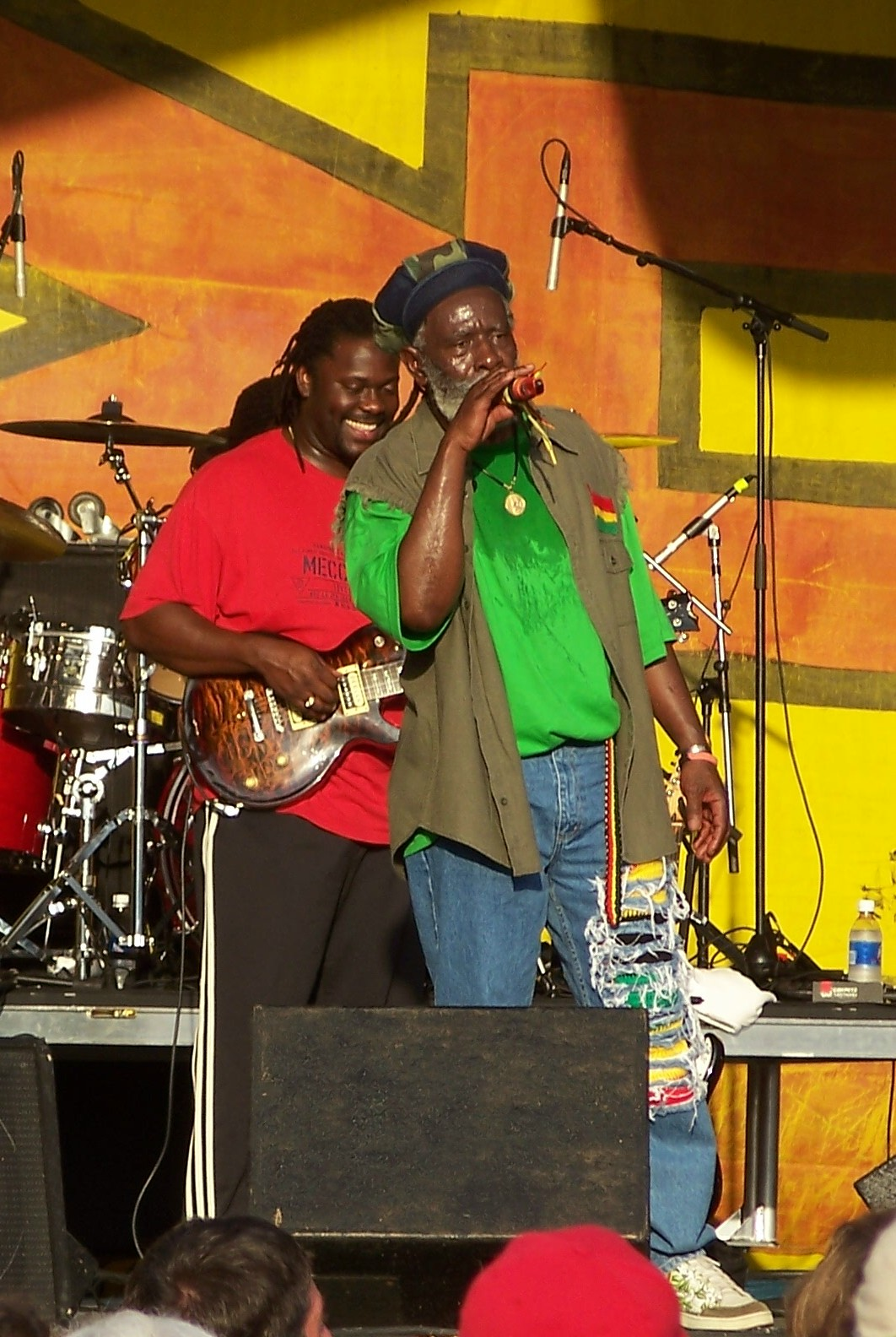
Burning Spear podczas występu w Nowym Orleanie w kwietniu 2008 roku

Burning Spear, właśc. Winston Godfrey Rodney (ur. 1 marca 1945 w Saint Ann’s Bay) – jamajski wykonawca muzyki roots reggae, jeden z prekursorów i największych legend gatunku, dwukrotny laureat nagrody Grammy w kategorii najlepszy album reggae.

## Życiorys
Urodził się i dorastał w miasteczku Saint Ann’s Bay, stolicy regionu Saint Ann. Jego ojciec był farmerem, matka zaś sprzedawała posiłki okolicznym robotnikom. Młody Winston dorabiał podejmując się różnych prac dorywczych, jednocześnie marząc o karierze muzycznej. W roku 1969 spotkał na wiejskiej drodze swojego rówieśnika, a jednocześnie jednego z największych idoli, Boba Marleya. Będący już wtedy u progu wielkiej kariery Marley doradził mu przenosiny do stolicy kraju i pomógł nawiązać znajomość z Clementem „Coxsonem” Doddem, producentem i założycielem legendarnego Studia One. Zgodnie z tą radą Winston udał się do Coxsone’a, wraz z Rupertem Willingtonem, przyjacielem z rodzinnego miasta. Ich nieprzeciętne umiejętności wokalne pozwoliły im wówczas pokonać rzesze konkurentów również starających się o angaż u znanego producenta. Dodatkowo, Winston przekonał do siebie Coxsone’a swoim nietypowym jak na tamte czasy podejściem do tworzenia reggae – swoje utwory inspirował nie soulowymi przebojami, ale natchnionymi pieśniami religijnymi znanymi mu z rastafariańskich spotkań modlitewnych. W ten sposób stał się jednym z tych, którzy tworzyli podwaliny nowego nurtu w muzyce jamajskiej – „korzennego” roots reggae.
Rozpoczynając karierę, Winston przyjął pseudonim Burning Spear (z ang. „Płonąca Włócznia”), na cześć Jomo Kenyatty, polityka kenijskiego zaangażowanego w wyzwolenie kraju spod brytyjskiej okupacji kolonialnej. Na pierwszych winylach wydanych wtedy przez Studio One widnieje nazwa „The Burning Spears”, gdyż Rodney śpiewał początkowo w duecie z Willingtonem. Jego dwa pierwsze całkowicie solowe single, wydane przez zdecydowanie niszowe labele takie jak Supreme, Banana czy Bamboo pod koniec 1969 roku „Door Peep” i „Zion Higher”, ze względu na swoją nietypową dla ówczesnych słuchaczy religijną tematykę nie odniosły komercyjnego sukcesu. Podobnie stało się również z debiutanckim albumem muzyka Studio One Presents Burning Spear (1973) oraz kolejną płytą Rocking Time (1974). Obie płyty, dziś uznawane za przełomowe w historii muzyki jamajskiej, nie sprzedawały się najlepiej i były zarazem ostatnimi jakie artysta wydał w wytwórni Coxsone’a; jednocześnie zdecydował się chwilowo przerwać karierę w branży muzycznej i na kilka miesięcy powrócił na prowincję.
Po krótkim odpoczynku od muzyki Burning Spear nawiązał współpracę z innym znanym producentem, Lawrence’em Lindo, który prowadził także w Ocho Rios własny soundsystem Jack Ruby’s Hi-Fi. Zaproponował on muzykowi popularną wówczas na wyspie formułę tria wokalnego i do Rodneya dołączył ponownie Willington, a także Delroy Hinds (brat słynnego wokalisty ska, Justina Hindsa). Jednak ponownie okazało się, że Winstonowi najlepiej wychodzi twórczość solowa – przebojem stał się wydany przez Ruby’ego singel „Marcus Garvey”, będący hołdem złożonym narodowemu bohaterowi Jamajki; głoszona przez Garveya ideologia stała się od tej pory przewodnim tematem dużej części utworów artysty. Wkrótce założył on swoją pierwszą wytwórnię, którą nazwał po prostu „Spear”. Wydał jej nakładem jeszcze kilkanaście singli, które wspólnie z Lindo nagrywał w Studio 17 Vincenta „Randy’ego” China (Willington i Hinds także dołożyli do nagrań swoją cegiełkę, śpiewając chórki). Popularność piosenek skłoniła muzyka do wydania ich w formie trzeciej w karierze płyty długogrającej – Marcus Garvey. Album szybko stał się hitem na wyspie, a sukces artysty został dostrzeżony przez Chrisa Blackwella, właściciela wydającej także płyty Marleya wytwórni Island Records. W przyspieszonym tempie jej oddział Fox Records wydał album również w Europie, dodając do niego jeszcze jeden dodatkowy utwór. Prasa muzyczna na kontynencie okrzyknęła go arcydziełem, wkrótce też ukazał się albumGarvey's Ghost zawierający zdubowane wersje utworów. W roku 1976 światło dzienne ujrzał kolejny album Burning Speara, już mniej entuzjastycznie przyjęty Man in the Hills, po czym muzyk postanowił zakończyć współpracę zarówno z Lindo, jak też Willingtonem i Hindsem. Od tej pory sam był przynajmniej współproducentem wszystkich swoich następnych wydawnictw.
Rok 1977 przyniósł nie tylko ukazanie się kolejnej płyty artysty – Dry & Heavy (wydanej przez Island, jednak aż siedem z dziewięciu zawartych na niej piosenek to wersje utworów nagranych jeszcze w Studiu One), ale przede wszystkim pierwszą trasę koncertową w Wielkiej Brytanii. Jeden z występów, w londyńskim Rainbow Theatre, podczas którego Spearowi akompaniowała sekcja rytmiczna zespołu Aswad, został zarejestrowany i wydany jako pierwszy album koncertowy artysty. Gra młodych, mało jeszcze znanych londyńczyków wywarła na Rodneyu duże wrażenie, w związku z czym zaprosił on ich do nagrywania swojej siódmej płyty, która ukazała się w roku 1978 jako Marcus' Children w USA oraz jako Social Living w Europie. Rok później ukazała się jej dubowa wersja, rozpoczynająca serię Living Dub, która dziś liczy już sześć płyt. Był to jednocześnie ostatni album Speara wydany w latach 70. przez Island.
Od wczesnych lat 80. Rodney postanowił uniezależnić się od pomocy muzyków sesyjnych i rozpoczął budowę własnego zespołu. Grupa zyskała bardzo adekwatną nazwę The Burning Band, a prym wiódł w niej perkusista Nelson Miller – był w niej aż do roku 1998, kiedy to pokłócił się ze Spearem, dotychczas swoim wielkim przyjacielem (oprócz niego grali tam początkowo Alvin Haughton oraz bracia Anthony i Devon Brandshaw; wkrótce dołączyła do nich kobieca sekcja dęta w składzie Pamela Fleming, Jennifer Hill i Nilda Richards, zaś niedługo potem bracia opuścili grupę). W 1982 roku Spear po raz pierwszy odwiedził kontynent swoich przodków – Afrykę, natomiast cztery lata później opuścił kraj rodzinny i wyemigrował do Stanów Zjednoczonych, gdzie osiedlił się na stałe w Nowym Jorku, w dzielnicy Queens. Na przeciągu tej dekady światło dzienne ujrzało siedem jego nowych albumów studyjnych, z których pierwszych pięć wydał własnym sumptem pod szyldem Burning Music Production we współpracy z Heartbeat Records, zaś dwa kolejne, już po przeprowadzce, ukazały się nakładem amerykańskiej wytwórni Slash Records. Jednocześnie Spear coraz częściej dawał koncerty zarówno w Ameryce Północnej (udokumentowane na płytach Love & Peace: Burning Spear Live! oraz (A)live), jak i w Europie (Live in Paris Zenith '88).
Na początku lat 90. muzyk chwilowo wznowił współpracę z Island, czego owocem były dwa albumy: Mek We Dweet i Jah Kingdom; do przeboju „Recall Some Great Man” z pierwszego z nich powstał pierwszy w jego karierze klip wideo. Był to jednak ostatni epizod wspólnej pracy artysty z wytwórnią Island. Począwszy od roku 1993 zdecydował się on wznowić nawiązaną niegdyś współpracę z Heartbeat Records – jej nakładem ukazało się sześć kolejnych płyt, z których ostatnia, Calling Rastafari, została uhonorowana nagrodą Grammy w kategorii najlepszy album reggae roku 1999 (a była to już ósma nominacja w całym jego dorobku). Mimo to właśnie wtedy Rodney postanowił wziąć cały biznes w swoje ręce i w roku 2002 wraz z żoną Sonią (byli już małżeństwem od wielu lat – poznali się podczas jednego z koncertów muzyka w Queens) założył całkowicie własną wytwórnię Burning Music. Od tej pory, przy dużej pomocy współmałżonki pełniącej rolę jego menedżera, osobiście nagrywa i wydaje swoje kolejne płyty, a także liczne reedycje swoich wcześniejszych wydawnictw. Wydany w sierpniu 2008 roku album Jah Is Real przyniósł mu drugą w karierze statuetkę Grammy.
29 lipca 2007 roku Burning Spear wraz ze swoim nowym zespołem The Young Lions Band wystąpił w Gdyni podczas III edycji festiwalu Globaltica na swoim pierwszym koncercie w Polsce.
W roku 1979 ukazały się dwa filmy, w których wystąpił Burning Spear. Pierwszy z nich to nakręcony przez niemieckiego filmowca Stefana Paula dokument Reggae By Bus, upamiętniający II edycję festiwalu Reggae Sunsplash, na którym Spear wystąpił wraz z Bobem Marleyem. Drugi zaś to kultowy film fabularny Rockers, prezentujący muzykę jamajską u szczytu jej rozwoju. W jednej z kluczowych scen grający samego siebie Rodney siedząc nad brzegiem morza wykonuje a capella swój przebój „Jah No Dead”. Natomiast w roku 2007 ukazał się film dokumentalny o artyście pt. Burning Spear: The Story of a Living Legend w reżyserii Grega Ollivera.